# Yoshiyuki Kobayashi
Yoshiyuki Kobayashi (Saitama, 27 januari 1978) is een Japans voetballer.

## Carrière
Yoshiyuki Kobayashi speelde tussen 1999 en 2009 voor Tokyo Verdy, Omiya Ardija en Kashiwa Reysol. Hij tekende in 2010 bij Albirex Niigata.